# Ford Escort RS1600i
Der Ford Escort RS1600i (kurz: Escort RSi) ist ein Fahrzeug, das Ford Deutschland Anfang der 1980er Jahre für den Einsatz im Tourenwagensport entwickelte. Der RS1600i wurde als Sondermodell der dritten Baureihe des Ford Escort 8659 Mal gebaut. Der RS1600i ist das erste RS-Modell mit einem Frontantrieb, das erste Serienfahrzeug von Ford mit einer computergesteuerten Zündanlage und der erste Escort mit einer Kraftstoffeinspritzung.

## Geschichte
Die zwei ersten Generationen des Ford Escort mit Hinterradantrieb waren sowohl auf der Rundstrecke als auch im Rallyesport überaus erfolgreich. Dabei gingen Ford Deutschland und Ford of Britain getrennte Wege. Während sich der britische Teil von Ford of Europe mit der Entwicklungsabteilung in Boreham in Essex auf das Engagement in der Rallye-Weltmeisterschaft konzentrierte, lag das Hauptaugenmerk von Ford Motorsport in Köln auf Rundstreckenrennen.
Als 1980 mit dem Wechsel auf das neue Modell des Escort der Hinterradantrieb durch Frontantrieb ersetzt wurde, blieben die beiden Motorsportabteilungen weiterhin bei den von ihnen bevorzugten Bereichen des Motorsports. Ford of Britain entwickelte auf Basis des neuen Reglements der Gruppe B den Escort RS1700T, bei dem der Motor – anders als im Serienfahrzeug – längs eingebaut war und über ein Transaxlegetriebe die Hinterräder antrieb. Dieses Projekt kam jedoch nicht über das Entwicklungsstadium hinaus und wurde schließlich Ende 1983 zugunsten des Ford RS200 mit Allradantrieb aufgegeben. Bei den Rundstreckenrennen stellte sich die Situation für die Motorsportabteilung von Ford Deutschland anders dar. 1982 führte die FIA für die Deutsche Rennsport-Meisterschaft ein neues Reglement für Gruppe-C-Sportwagen ein, für das weder der Escort noch der bis dahin eingesetzte Capri Turbo, mit dem Klaus Ludwig in der Saison 1981 Meister wurde, geeignet waren. Vor dem Hintergrund einer ungewissen Zukunft des Tourenwagensports in Deutschland und dem anstehenden Modellwechsel vom Ford Taunus auf den Ford Sierra entwickelte Ford Motorsport in Köln den Escort RS1600i, der als Tourenwagen der seriennahen Gruppe N und der Gruppe A Rennen bestreiten sollte.
Die Basis für den RS1600i, der in einer größeren Stückzahl am Fließband im Werk in Saarlouis mitproduziert werden sollte, war der Escort 1,6 Ghia. Von diesem Fahrzeug wurden vor allem die reichhaltige Innenausstattung als auch die Karosserie übernommen. Der Motorblock ist identisch mit dem des Escort XR3, dem bisherigen Spitzenmodell der Baureihe mit einem 1,6-Liter-CVH-Motor, Registervergaser und einer Leistung von 70 kW (96 PS).
Für die Teilnahme an Gruppe-A- und Gruppe-N-Rennen war für den RS1600i anfangs nur die Herstellung der geforderten 5000 Fahrzeuge vorgesehen; wegen der hohen Nachfrage wurde die Produktion verlängert und insgesamt 8659 Fahrzeuge wurden verkauft, etwa 2600 davon im Vereinigten Königreich.

### Modellbezeichnung
Die Modellbezeichnung leitet sich von der bei Ford üblichen Abkürzung von RallyeSport und dem gerundeten Hubraum ab. Der Zusatz i steht für injection, englisch für Kraftstoffeinspritzung und dient auch der besseren Unterscheidung zum Escort RS1600 der ersten Baureihe mit Cosworth BD-Motor.
Für den RS1600i gibt es mehrere Schreibweisen. Auf dem Deckblatt des Verkaufsprospekt und in Teilen der technischen Literatur schreibt Ford „RS 1600 i“, jeweils mit einem halben Leerzeichen. Innen im Verkaufsprospekt und als Typenbezeichnung am Fahrzeugheck und im Dekor findet sich jedoch die Schreibweise „RS 1600i“, auch hier mit einem halben Leerzeichen. In der Fachliteratur findet sich auch „RS1600i“. Für den britischen Markt wird einheitlich „RS1600i“ für Marketing und Fachliteratur verwendet.

## Technik
Da für die Teilnahme an Rennen der Gruppe A und auch der Gruppe N 5000 in Serie produzierte Fahrzeuge gefordert werden, konnte Ford beim Escort RS1600i nicht die gleichen aufwendigen Umbauten am Fahrzeug vornehmen wie am zur gleichen Zeit entwickelten Escort RS1700T. Einerseits hätte das den Verkaufspreis der Fahrzeuge beträchtlich erhöht, andererseits mussten die Änderungen am Fahrzeug mit einer Serienfertigung im Werk in Saarlouis umsetzbar sein. Der Escort RS1600i basiert deshalb auf dem Escort Ghia mit dem 1,6-Liter-CVH-Motor.

### Motor

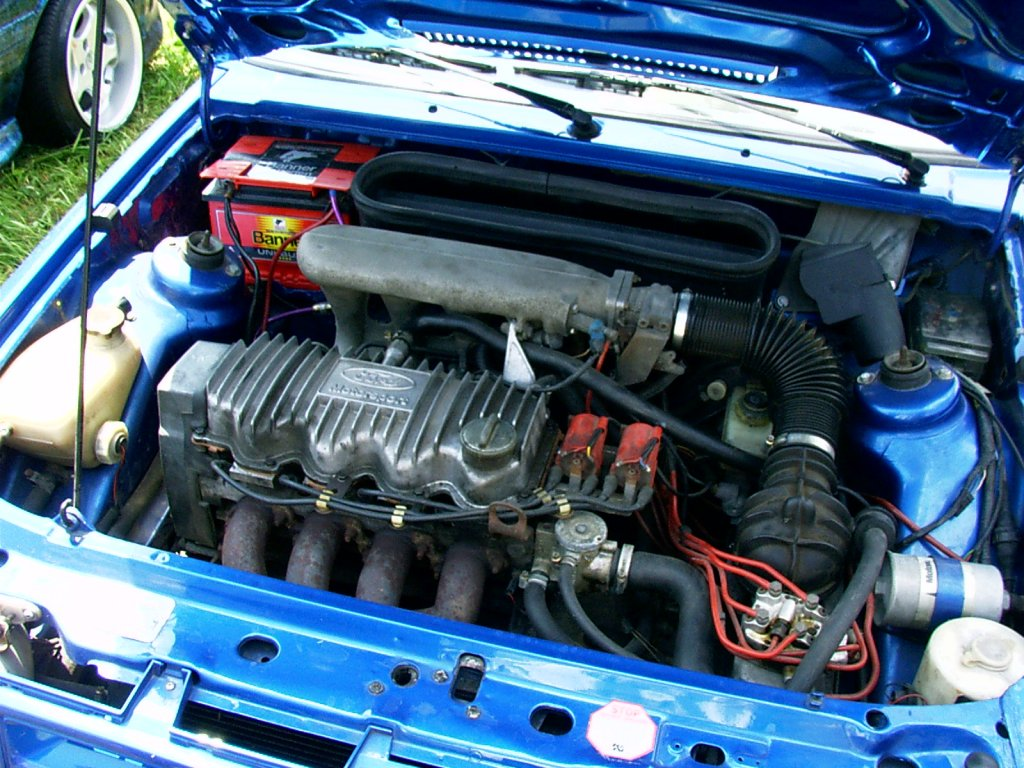
Motor eines RS1600i

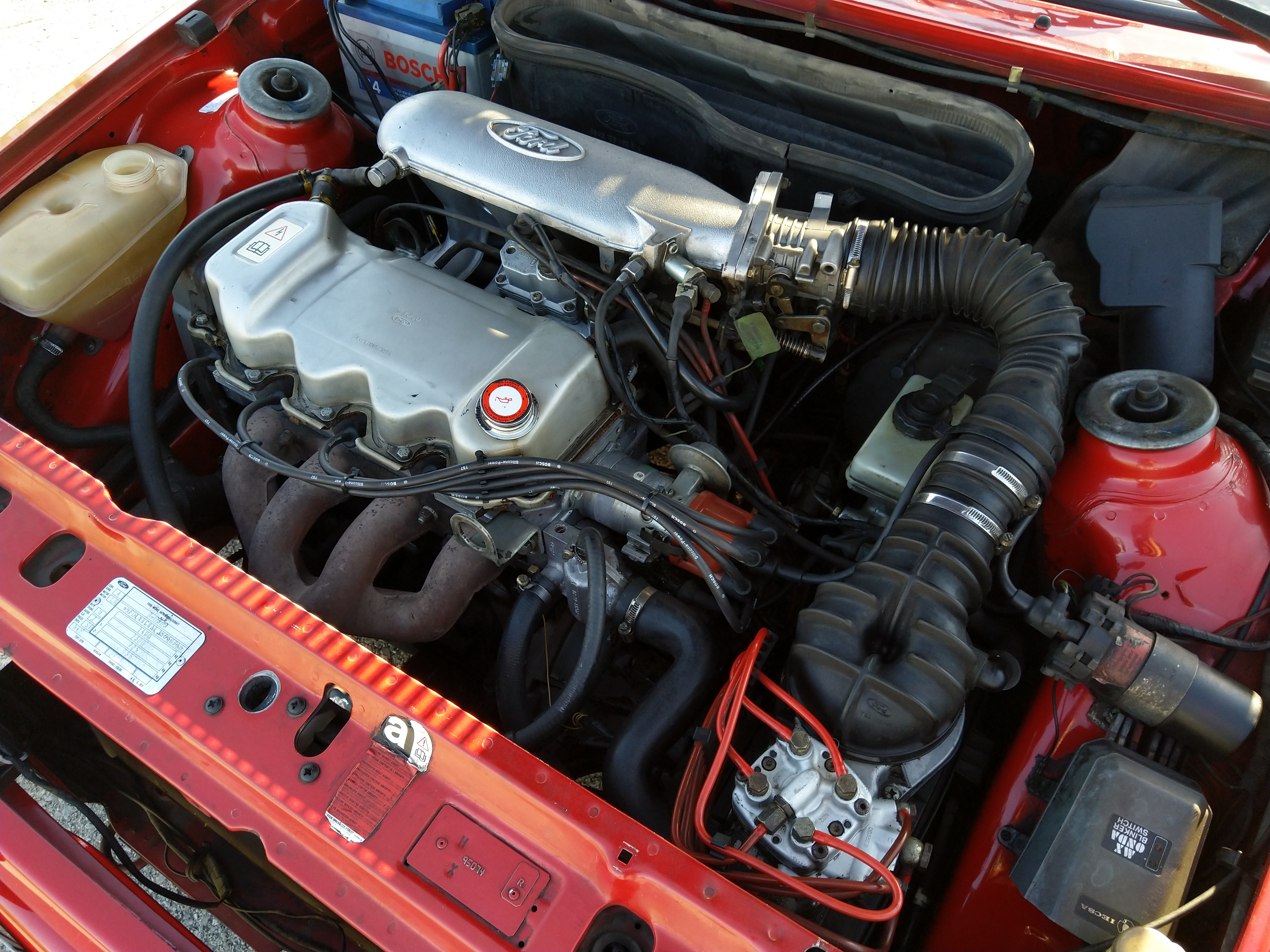
Zum Vergleich: Motor eines Escort XR3i

Die meisten Änderungen gegenüber den anderen Escort ’81 gab es beim CVH-Motor des RS1600i.
Der Motorblock wurde unverändert vom Escort XR3 übernommen, statt dessen Motorkennbuchstaben LUA hat der RS1600i den Motorkennbuchstaben LUAE mit E für Einspritzung. Die fünffach gelagerte Kurbelwelle sitzt in einem Graugussblock. Die Regelkolben mit Quetschkanten bestehen aus einer Aluminiumlegierung, sind nicht geschlitzt und haben auf jeder Seite zwei Ölablaufbohrungen. Die Kolben werden durch eine Spritzbohrung im Pleuel geschmiert. Die Zylinderbohrung beträgt 79,96 mm und der Kolbenhub 79,52 mm.
Der Zylinderkopf des CVH wurde für den RS1600i erheblich überarbeitet. Die Verdichtung wurde gegenüber dem XR3 von 9,5 : 1 auf 9,9 : 1 erhöht, Ein- und Auslasskanäle sind bearbeitet, die Auslasskanäle sind zudem deutlich vergrößert und haben einen runden Querschnitt. Ferner wurden eine Nockenwelle mit 272 Grad und 110 Grad Spreizung, einstellbare Ventilstößel, geänderte Ventilfedern und geänderte Einlassventile eingebaut.
Für die Verwendung einer Einspritzanlage gab es außen am Motor einige neue Bauteile. Die Ansaugbrücke des RS1600i unterscheidet sich in Bauform und Aussehen deutlich von den Ansaugbrücken des späteren Escort ’81 XR3i und die Drosselklappe mit einem Durchmesser von 55 mm ist größer und stammt aus Capri und Granada 2,8i. Die mechanischen Einspritzventile der K-Jetronic sitzen in einer zusätzlichen Zwischenplatte, die zwischen Zylinderkopf und der Ansaugbrücke montiert ist. In der Zwischenplatte sitzt auch der Thermozeitschalter, welcher bei einem Kaltstart des Motors die Steuerung des Kaltstartventils übernimmt. Der Ventildeckel aus Aluminium ist mit auffälligen Kühlrippen sowie der Aufschrift Ford Motorsport gestaltet. Die Zündspulen sitzen seitlich am Zylinderkopf auf einem Halter aus Aluminium, der auch die Verteileröffnung verschließt. Der Anlasserzahnkranz an der Schwungscheibe hat eine Referenzzahnmarkierung, die vom Zahnkranzsensor ausgewertet und als oberer Totpunkt an das Zündsteuergerät weitergegeben wird.
Der Motor des Escort RS1600i ist nicht für den Betrieb mit bleifreiem Benzin freigegeben und muss zudem zwingend mit Kraftstoff mit einer Oktanzahl von 98 oder höher betrieben werden.

### Einspritzanlage
Die Einspritzanlage des Escort RS1600i ist eine K-Jetronic von Bosch, wie Ford sie zuvor bereits im Capri und Granada 2,8i verwendete. Die K-Jetronic ist ein mechanisch-hydraulisch gesteuertes, antriebsloses und indirektes Einzel-Einspritzsystem. Dieses System kam ab den späten 1970er Jahren bei vielen Fahrzeugherstellern zum Einsatz; die einzelnen Bauteile wurden direkt von Bosch geliefert. Die Anlage des RS1600i unterscheidet sich deshalb beispielsweise nur in wenigen kleinen Details von der des ersten Golf GTI.
Anders als bei den späteren XR3i-Modellen des Escort sitzt der Warmlaufregler des RS1600i nicht zwischen Zylinderkopf und Ansaugkrümmer, sondern unterhalb des Ansaugkrümmers an der Verbindung zwischen Motorblock und Getriebe. Um bei einem Ausfall der elektrischen Beheizung der Bimetallfeder im Inneren des Warmlaufreglers die Funktion der Einspritzanlage weiterhin zu gewährleisten, sitzt das Bauteil auf einem mit Silentblöcken gelagerten Halter, der mit dem Kühlkreislauf verbunden ist und bei wärmer werdendem Motor den Warmlaufregler extern beheizt.

### Zündanlage

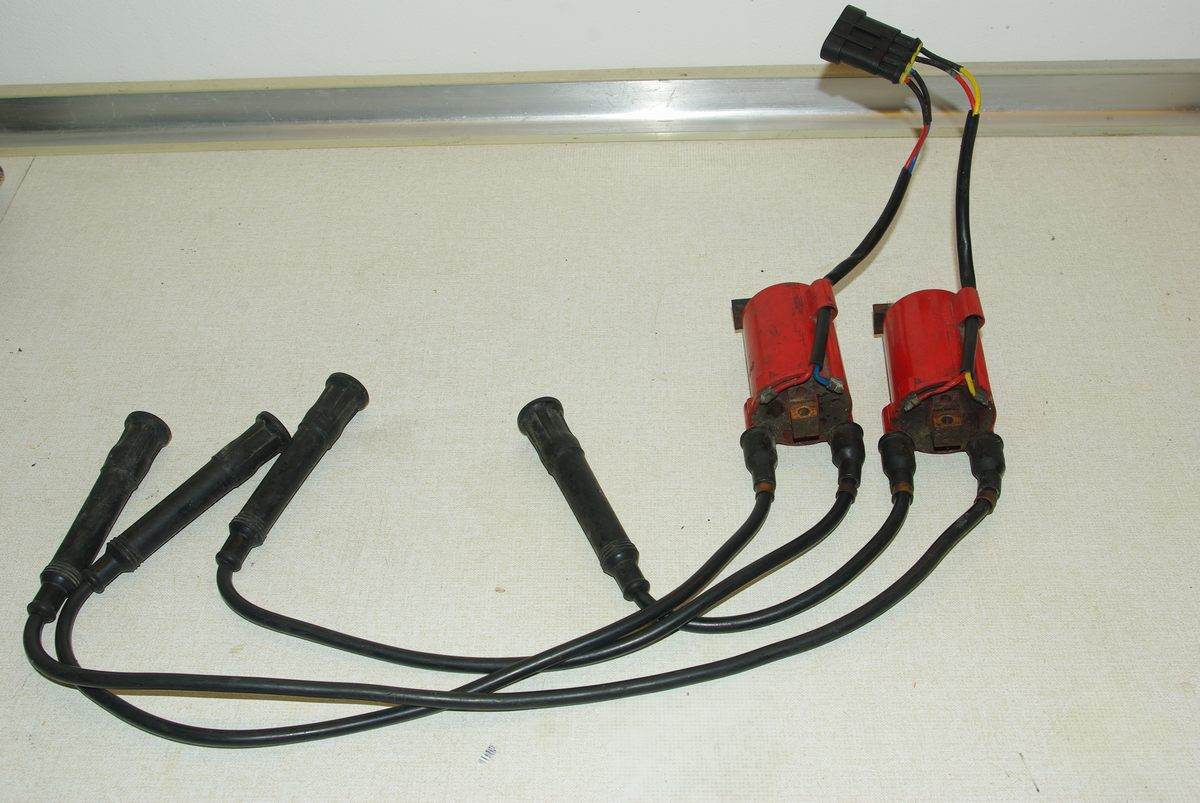
Zündspulen RS1600i

Der Escort RS1600i war das erste von Ford in Serie gebaute Fahrzeug mit einer elektronisch gesteuerten Zündanlage.
Das OT-Signal wird von einem Zahnkranzsensor erzeugt, der in einer Bohrung an der Unterseite der Kupplungsglocke am Getriebe sitzt. Der Sensor reagiert auf einen mit einer Metallfolie überzogenen Referenzzahn des Anlasserzahnkranzes an der Schwungscheibe.
Das Zündsteuergerät stammt von AFT (Atlas Fahrzeugtechnik) in Werdohl. Neben der Motordrehzahl wertet das Steuergerät den Lastzustand des Motors über einen integrierten MAP-Sensor aus, der über eine Unterdruckleitung mit dem Ansaugkrümmer verbunden ist. Daraus errechnet das Steuergerät mit hinterlegten Kennfeldern den optimalen Zündzeitpunkt und gibt diesen an die Zündspulen weiter. Das Steuergerät ist zudem mit dem Drosselklappenschalter und dem Schubabschaltventil verbunden und übernimmt damit die Steuerung der Schubabschaltung.
Die Zündspulen des RS1600i sind – anders als bei späteren Fahrzeugen von Ford mit EDIS-Zündanlagen – zwei separate Bauteile und wurden von der Firma Prüfrex geliefert. Die Zündanlage arbeitet nach dem Wasted-Spark-Prinzip, weshalb pro Zündspule zwei Zylinder versorgt werden.

### Auspuff
Die Auspuffanlage des Escort XR3 wurde für die Verwendung im RS1600i in mehreren Details verändert. Der Gusskrümmer hat zwei im Durchlass vergrößerte Ausgangskanäle und die Rohrführung der Abgasanlage im Bereich der Hinterachse wurde leicht begradigt. Die Auspuffdichtung am Zylinderkopf wurde an die größeren, runden Auslasskanäle angepasst.

### Karosserie

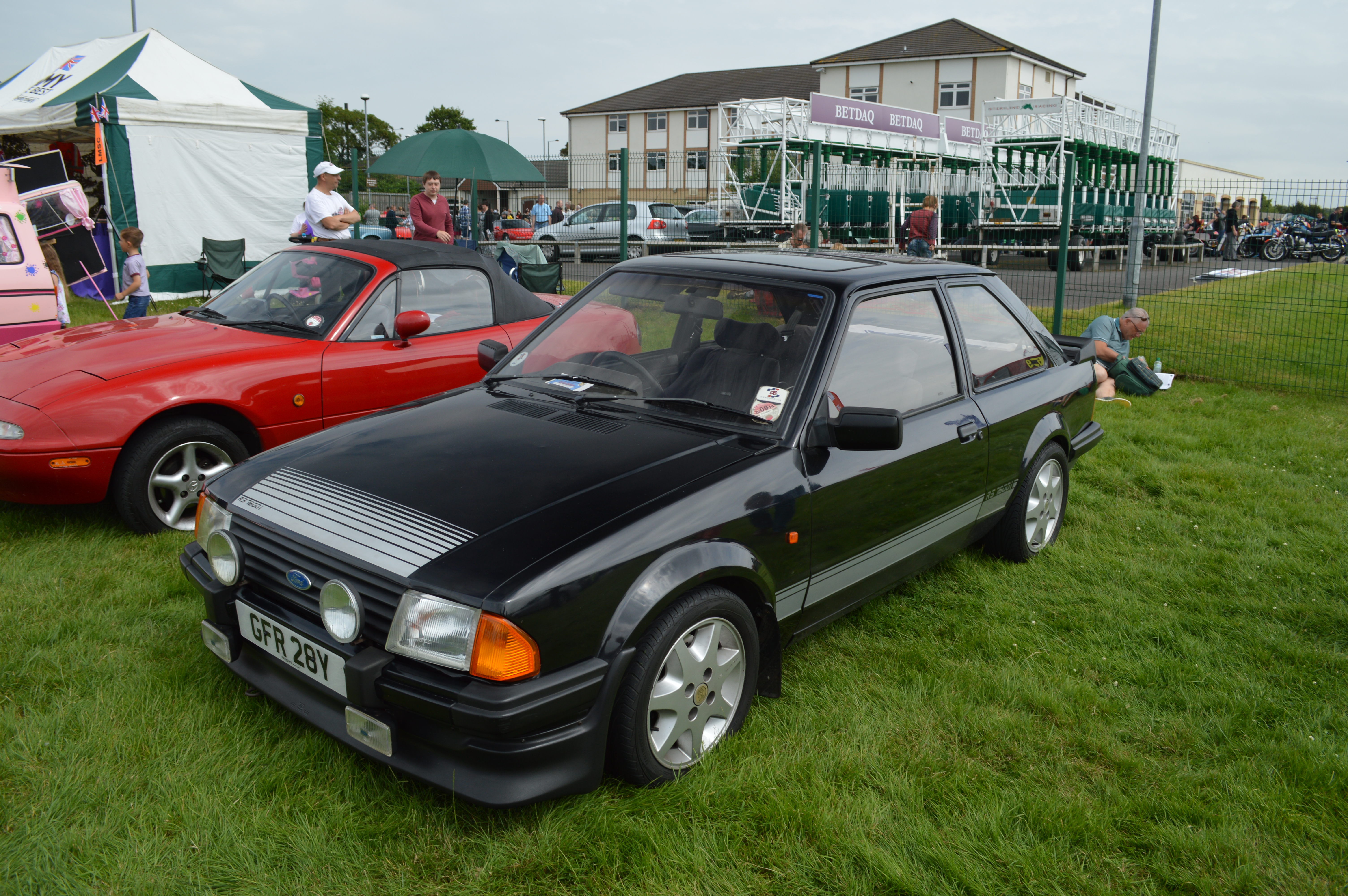
Dekor: Silber auf schwarzem Auto

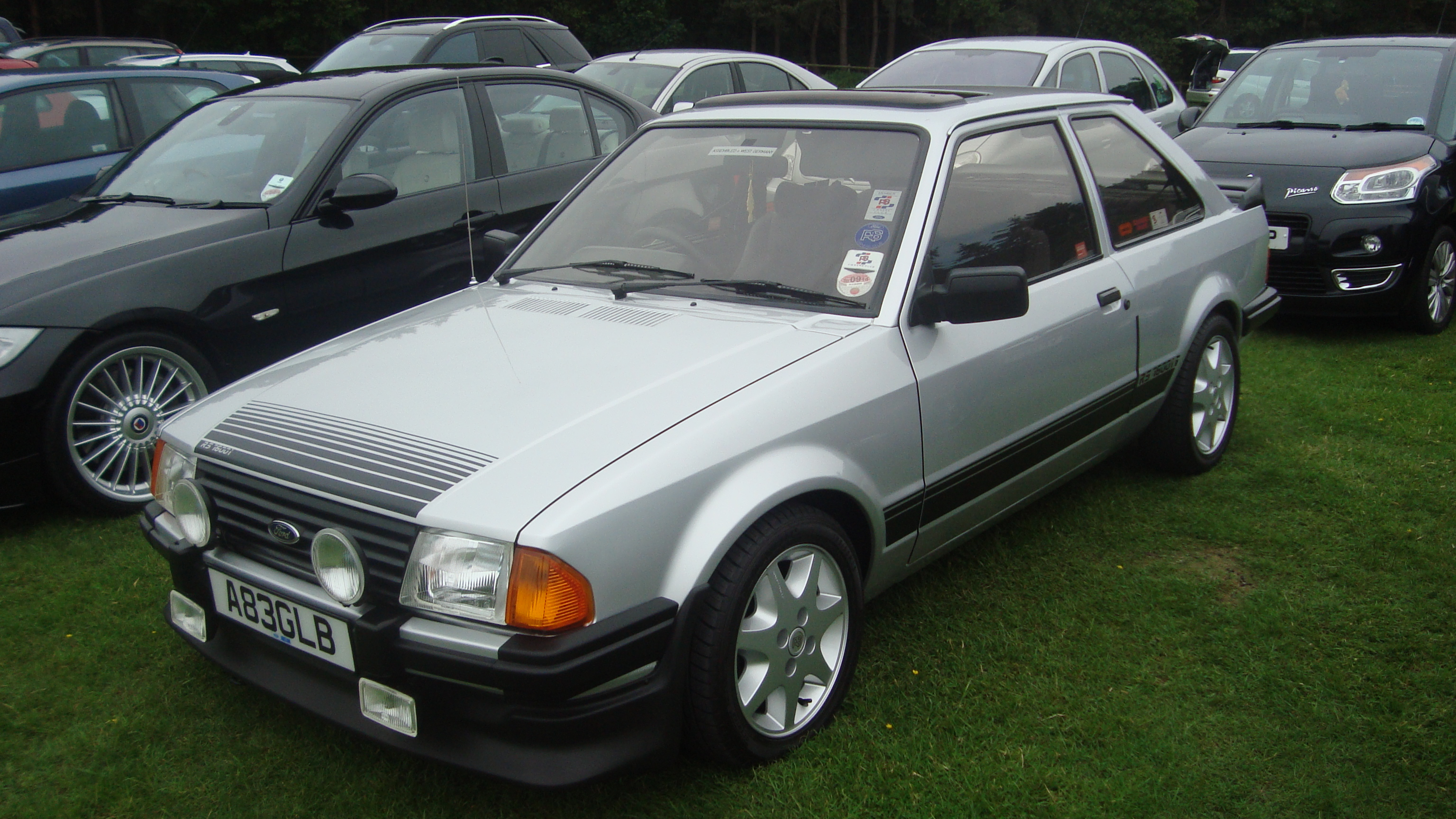
Schwarz auf silber

Die Karosserie wurde – mit Ausnahme von Änderungen an der Auspuffaufhängung und den Befestigungspunkten für die Kraftstoffpumpe und dem Behälter für die Wisch-/Waschanlage – für den Escort RS1600i unverändert übernommen. Äußerlich grenzt sich der RS1600i mit einem leicht geänderten Kühlergrill, Front- und Heckspoiler, der hinteren Radabdeckung sowie dem aufgeklebten Dekor von den anderen Fahrzeugen der Baureihe deutlich ab.

### Fahrwerk
Insbesondere an der Vorderachse unterscheidet sich das Fahrwerk des RS1600i in vielen Details vom Rest der Baureihe. Die Zugstreben und den zusätzlichen Stabilisator nimmt ein spezieller Querträger aus Aluminium auf. Der Rohrstabilisator mit einem Durchmesser von 25,5 mm ist über Klemmstücke mit den Zugstreben verbunden; die Befestigungsschellen des Stabilisators und die Gummibuchsen stammen aus dem Ford Granada. Das Kugelgelenk an der Zugstrebe ermöglicht beim RS1600i zusätzlich die Einstellung des Nachlaufs. An der Hinterachse ist die Einzelradaufhängung an Querlenkern mit Schraubenfedern, Längslenkern und Dämpferbeinen mit den anderen Modellen gleich.
Ausschließlich der RS1600i hat ab Werk einstellbare Koni-Dämpfer, an der Vorderachse mit 23 mm tiefergesetzten Federtellern. Die Querlenker an der Hinterachse sind innen mit verstärkten Gummilagern ausgestattet, die Fahrwerksfedern sind baugleich mit denen des Escort XR3.

### Antrieb
Der Escort RS1600i ist das erste RS-Modell von Ford mit serienmäßigem Frontantrieb. Das mechanisch über ein Schaltgestänge betätigte Fünfganggetriebe vom Typ BC stammt aus dem Escort XR3, hat jedoch eine geänderte Übersetzung im fünften Gang. An der Unterseite des Getriebes befindet sich im Bereich der Schwungscheibe eine Passbohrung zur Aufnahme des Sensors für die Zündanlage.
Die Einscheibentrockenkupplung hat wie im Escort XR3 einen Durchmesser von 200 mm, im RS1600i ist sie jedoch mit einer anderen Reibscheibe ausgestattet.

### Bremsanlage
Die Bremsanlage des RS1600i entspricht der des Escort XR3. Sie hat vorn innenbelüftete Bremsscheiben mit einem Durchmesser von 240 mm und Einkolben-Schwimmsättel, hinten sind es Trommeln mit einem Durchmesser von 180 mm und einer Bremsbelagbreite von 36 mm. Da der RS1600i in Deutschland als reines Linkslenkerfahrzeug entwickelt wurde, gab es bei den späteren rechtsgelenkten Versionen für den britischen Markt Schwierigkeiten mit dem Gestänge, das die Kraft vom Bremspedal auf den Bremskraftverstärker überträgt. Das Gestänge aus dem XR3 ließ sich nicht verwenden, weil der Platz im RS1600i wegen der Einspritzanlage zu knapp war.

### Räder
Serienmäßig wurde der Escort RS1600i auf 6 × 15 Zoll großen Leichtmetallrädern mit Reifen in der Dimension 195/50 R 15 ausgeliefert. Als Wunschausstattung waren ohne Aufpreis auch 5,5 × 14 Zoll große Leichtmetallräder mit Reifen in der Dimension 185/60 R 14 lieferbar. Anstelle eines vollwertigen Reserverads ist der RS1600i mit einem Notrad in der Größe 155 R 13 ausgestattet.

### Technische Daten
|                           | RS1600i Serienversion |
| Hubraum                   | 1597 cm³ |
| Motortyp                  | CVH |
| Zylinder/Bauart           | Vierzylinder-Reihenmotor (Viertakt, Otto) |
| Ventile                   | 8 |
| Ventilsteuerung           | OHC Zahnriemen, eine obenliegende Nockenwelle, einstellbare Ventilstößel, Kipphebel                                                                       |
| Nennleistung              | 85 kW (115 PS) bei 5750/min |
| Max. Drehmoment           | 145 Nm bei 4500/min |
| Verdichtung               | 9,9 : 1 |
| Gemischaufbereitung       | Mechanische Mehrpunktsaugrohreinspritzung Bosch K-Jetronic                                                                                                |
| Getriebe                  | 5-Gang-Schaltgetriebe mit verkürztem 5. Gang |
| Radaufhängung vorn        | Querlenker, einstellbare Zugstreben, verstärkter Stabilisator, MacPherson-Federbeine, tiefergesetzte Federteller, Koni-Stoßdämpfer, Schraubenfedern       |
| Radaufhängung hinten      | Einzelradaufhängung an Querlenkern mit Schraubenfedern, Längslenkern und Dämpferbeinen                                                                    |
| Bremse                    | Hydraulische Diagonal-Zweikreisbremsanlage mit Bremskraftverstärker vorne Einkolben-Schwimmsättel und innenbelüftete Bremsscheiben, hinten Trommelbremsen |
| Radstand                  | 2393 mm |
| Länge                     | 4052–4060 mm |
| Breite                    | 1640 mm |
| Höhe                      | 1385 mm |
| Leergewicht               | 940 kg |
| Höchstgeschwindigkeit     | 188 km/h |
| Beschleunigung 0–100 km/h | 9,0 s |
| Verbrauch 90/120/Stadt    | 6,6/7,7/9,2 l/100 km |

## Ausstattung und Preise
Im Juli 1982 kostete der Escort RS1600i mit seiner umfangreichen Serienausstattung 22.950 DM (ca. 11.735 EUR).
Die Außen- und Innenausstattung wurde vom Escort Ghia übernommen. Außen hatte der RS1600i ab Werk zusätzlich Front- und Heckspoiler, ein Dekor in Schwarz oder Silber und in Wagenfarbe lackierte Stoßstangen. Die Seitenzier- und Chromleisten des Ghia entfielen. Anders als bei anderen Sportmodellen war beim RS1600i die Farbauswahl nicht eingeschränkt, die Kunden konnten das Fahrzeug in jeder für den Escort lieferbaren Farbe bestellen. Die Innenausstattung stammte ebenfalls vom Escort Ghia und wurde durch ein Vierspeichen-Lederlenkrad, RS-Sportsitze sowie einen nur im RS1600i verwendeten stahlgrauen Velours-Bezugsstoff für Sitze, Türen und Seitenverkleidungen aufgewertet. Die „econo-Leuchten“ in der Geschwindigkeitsanzeige dienen beim RS1600i als Kontrollanzeige für die Schubabschaltung.
Zur umfangreichen Serienausstattung bot Ford auch für den RS1600i einige aufpreispflichtige Extras an. Dazu zählten elektrische Fensterheber, eine Zentralverriegelung, ein Schiebedach, Ausstellfenster hinten, eine elektrisch zu bewegende Antenne, Zusatz-Fernscheinwerfer und Nebelscheinwerfer sowie unterschiedliche Radios und Stereo-Kassettenradios. Exklusiv für den RSi bot Ford für 145 DM zusätzlich ein Dreispeichen-Lederlenkrad und für 875 DM „RS-Sportliegesitze“ mit verbesserter Seitenführung an.

## Motorsport

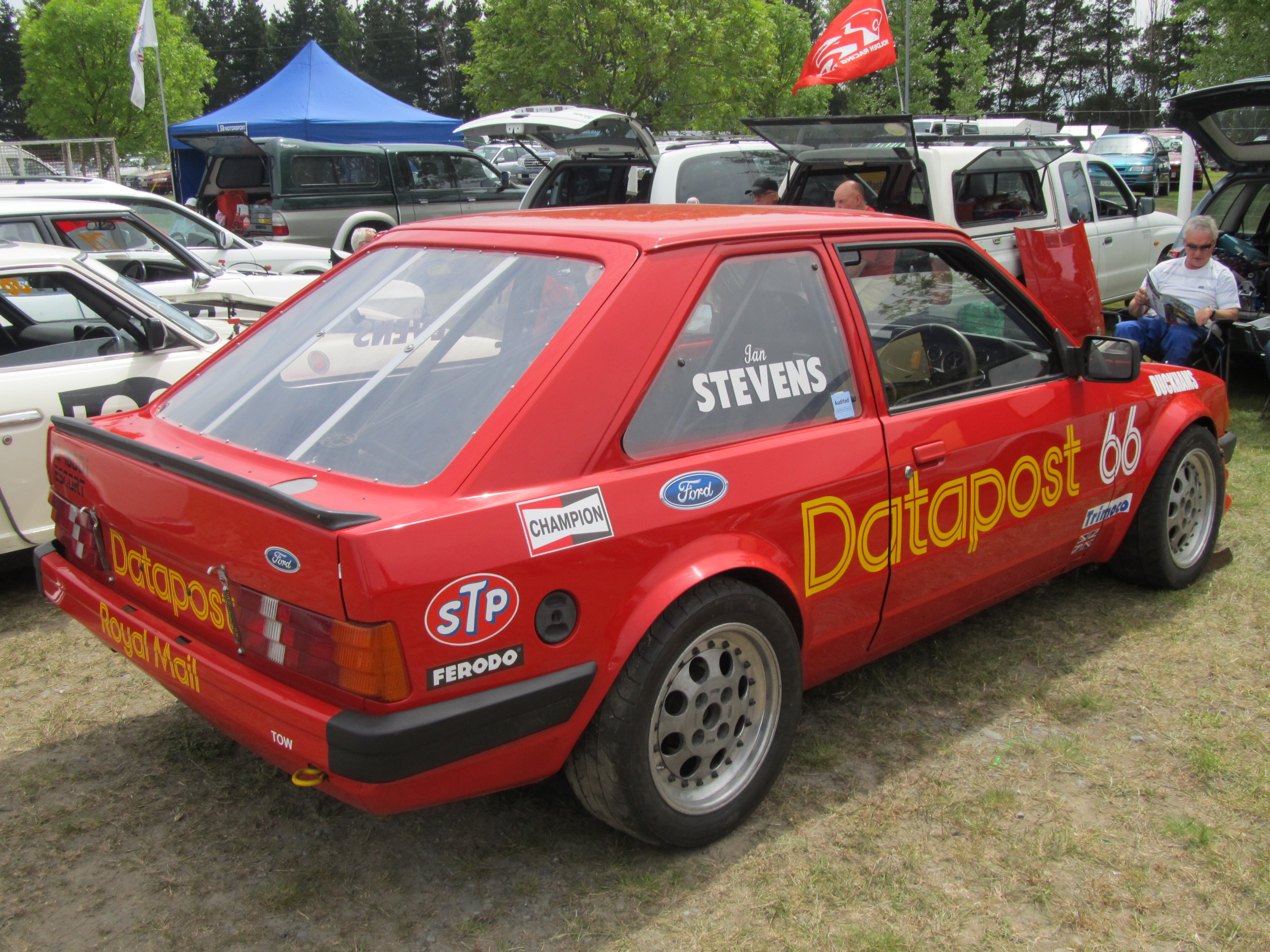
Royal Mail Datapost RS1600i, wie Richard Longman in fuhr

Einsätze im Motorsport mit Werksunterstützung gab es für den Escort RS1600i wenige. An der Deutschen Rallye-Meisterschaft nahmen 1982 das Damenteam Gisela Blume und Petra Schuster sowie 1983 Michael Werner und Matthias Feltz in der Gruppe A bis 1600 cm³ teil. Annette Meeuvissen bestritt – meist gemeinsam mit Jörg van Ommen – im Jahr 1985 mehrere Rennen in der Tourenwagen-Europameisterschaft für das Ford Gerstman Racing Team in einem RS1600i. Meuvissens beste Ergebnisse waren ein dritter und ein sechster Rang in ihrer Klasse.
Ab der Saison 1983 nahmen RS1600i an der BTCC – die damals noch British Saloon Car Championship hieß – teil. In diesem Jahr fuhren sechs verschiedene Fahrer dieses Fahrzeug, das in Klasse C an den Start ging. 1984 waren neben sechs RS1600i nur noch ein Golf GTI und ein Alfa Romeo Alfasud ti gemeldet. Richard Longman wurde zum Saisonende Klassensieger mit 29 Punkten Vorsprung und Vizemeister mit nur sieben Punkten Rückstand auf Andy Rouse, der einen wesentlich stärkeren Rover Vitesse der Klasse A fuhr. 1985 fuhren acht verschiedene Fahrer einen RS1600i, in der Klasse C waren außerdem noch drei Fahrer mit einem Toyota Corolla Coupé GT gemeldet, die einen moderneren und leistungsstärkeren DOHC-Motor hatten. Richard Belcher wurde Zweiter in der Klasse C, hatte aber mit 17 Punkten Unterschied einen deutlichen Rückstand auf Klassensieger Chris Hodgetts auf Toyota. Longman bestritt nur die zweite Saisonhälfte und fuhr statt seinem RS1600i den neuen und stärkeren Ford Escort RS Turbo in der Klasse B. 1988 gingen zum letzten Mal Escort RS1600i an Rennen der BTCC teil. Die roten Escort mit der Beklebung von Royal Mail Datapost – die Longman auf dem RS1600i und dem RS Turbo verwendete – hat bei Ford-Fans im Vereinigten Königreich bis heute Kultstatus.